# 安东宁·克拉梅留斯
安东宁·克拉梅留斯（捷克語：Antonín Kramerius，1939年7月10日—2019年1月15日），捷克男子足球运动员，场上位置是守门员。他曾代表捷克斯洛伐克参加1968年夏季奥林匹克运动会足球比赛，获得第九名。